# دانیل استندل
دانیل استندل (انگلیسی: Daniel Stendel؛ زادهٔ ۴ آوریل ۱۹۷۴) بازیکن فوتبال اهل آلمان است که در پست مهاجم بازی می‌کرد.
از باشگاه‌هایی که در آن بازی کرده‌است می‌توان به باشگاه فوتبال سن پائولی، باشگاه فوتبال هامبورگ، و باشگاه فوتبال هانوفر ۹۶ اشاره کرد.